# Kamy
Kamy jsou geomorfologické formy vzniklé činností ledovce (glaciální formy). Vznikají vyplněním ledovcové trhliny nebo poklesem (depresí) stagnujícího ledu. Po roztátí (ablaci) ledovce vytváří kamy nepravidelnou síť protáhlých hřbetů a malých návrší.

## Kamové terasy
Kamové terasy se vyskytují po stranách v minulosti zaledněných údolí. Vytvořila je řeka tekoucí mezi ledovcem a přilehlým svahem. Sedimenty, jež je tvoří, jsou tedy fluvioglaciálního (říčně-ledovcového) původu. Kamové terasy připomínají terasy říční, ale nejsou tak pravidelně vyvinuty. Jako terasy se projevují až po ablaci ledovce.